# Jeffrey Lindy
Jeffrey Lindy es un deportista estadounidense que compitió en remo como timonel. Ganó una medalla de plata en el Campeonato Mundial de Remo de 2000, en la prueba de cuatro con timonel.

## Palmarés internacional
| Campeonato Mundial | Campeonato Mundial | Campeonato Mundial | Campeonato Mundial |
| Año                | Lugar              | Medalla            | Prueba             |
| ------------------ | ------------------ | ------------------ | ------------------ |
| 2000               | Zagreb (Croacia)   | Medalla de plata   | Cuatro con timonel |